# El Bagís
El Bagís és una masia del municipi de Santa Coloma de Farners (Selva). Està catalogada, junt amb el molí, en l'Inventari del Patrimoni Arquitectònic de Catalunya.

## Masia
Es tracta d'una masia de grans dimensions formada per cossos d'ampliació de diferents èpoques. L'edifici principal actual, construït entre els segles xviii i xix, és de tres plantes amb golfes i vessants a laterals. Les obertures de la façana són emmarcades amb pedra i llinda monolítica i tres del primer pis i una del segon tenen balcó de ferro forjat. Hi ha dues llindes del primer pis amb inscripció on es veu Bagís i la resta és il·legible. El portal principal és rectangular amb llinda monolítica i brancals de pedra i a l'esquerra hi ha una altra obertura d'arc rebaixat.
La façana lateral esquerre té un balcó corregut. Just al darrere hi ha un cos de dues plantes i golfes que sembla la part més antiga i conserva algunes espitlleres a la façana. A l'altre costat de la façana principal, trobem un altre cos afegit posteriorment format per planta baixa i una galeria amb pilastres que ha estat parcialment cegada coronada per un terrat amb barana de ferro. Molt a prop hi ha una font sota un arc de pedra. El parament és de maçoneria, de pedra vista i als vèrtexs hi ha carreus ben tallats. Davant la casa, l'era està empedrada i hi ha un mur al voltant que delimita l'espai.

## Molí
El molí està situat al costat de la riera de Santa Coloma. És un edifici de planta quadrada i dos pisos sobre un mur atalussat per salvar el desnivell de la riera. La coberta és a dues vessants als laterals. La façana que dona al riu té una galeria amb dos arcs de mig punt de rajol vist, i barana de fusta. Al capdamunt d'aquesta façana hi ha un òcul també de rajol i diverses petites obertures rectangulars. El mur lateral té dues grans arcades de pedra que fan alhora la funció de contraforts. El parament dels murs és arrebossat amb carreus regulars als angles.

## Història
La primera notícia documental és una capbrevació a favor de Berenguer de Farners per Pere de Bagís de l'any 1339.